# إدي كروس
إدي كروس (بالإنجليزية: Eddie Cross)‏ هو سياسي زيمبابوي، ولد في 1940. حزبياً، نشط في حركة التغيير الديمقراطي - تسفانغيراي. وقد انتخب عضو مجلس نواب زيمبابوي.